# De Zaaier (beeld)

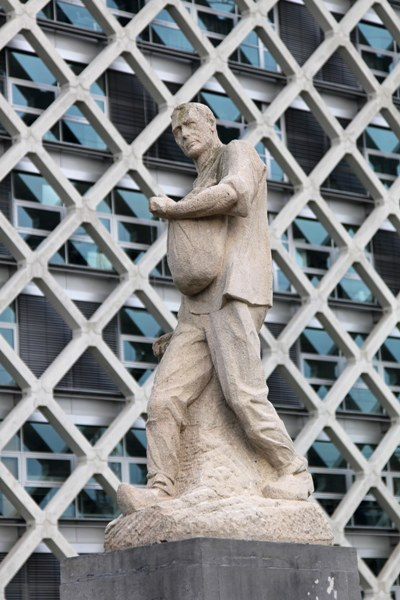
De Zaaier, bij het gebouw Atlas aan de Droevendaalsesteeg

De Zaaier is een standbeeld bij het Atlasgebouw van de Wageningen Universiteit en Research centrum (WUR) te Wageningen aan de Droevendaalsesteeg. Het is vervaardigd door de Wageningse beeldhouwer August Falise (1875-1936). Het beeld geldt als symbool van de Wageningse wetenschap.
De Zaaier laat geen twijfel bestaan over het landbouwkundig onderzoek dat in Wageningen plaatsvindt, en het suggereert het zaaien van het zaad der kennis onder de studenten. Bij de onthulling van het beeld in 1926 voor het toenmalige hoofdgebouw aan de Heerenstraat had Wageningen reeds een traditie van vijftig jaar landbouwkundig onderwijs. Het beeld, een cadeau namens de Wageningse bevolking, symboliseerde de erkentelijkheid voor het werk van de hogeschool die Wageningen zoveel extra bekendheid gaf.
Begin jaren negentig verhuisde het beeld met het bestuur van de universiteit mee naar het nieuwe hoofdgebouw aan de Costerweg, waarna het op 2 januari 2012 opnieuw het bestuur volgde naar het Atlasgebouw aan de Droevendaalsesteeg.
De Rijksdienst voor de Monumentenzorg constateerde in 2005 dat het standbeeld (inmiddels 80 jaar oud) begon te slijten. De Zaaier raakte verweerd en er begonnen zich kleine scheurtjes te vormen. Er werd besloten het beeld op te knappen. In Duitsland is het kalkstenen beeld met een soort kunsthars geïmpregneerd. Hierdoor zal er de komende 80 jaar weinig tot geen scheurvorming meer optreden. Na een periode van negen maanden is De Zaaier in 2008 weer naar Wageningen teruggekeerd.